# Liste der denkmalgeschützten Objekte in Mattighofen
Die Liste der denkmalgeschützten Objekte in Mattighofen enthält die 10 denkmalgeschützten, unbeweglichen Objekte der Gemeinde Mattighofen im Bezirk Braunau am Inn.

## Denkmäler
| Foto  |                 | Denkmal                                                                                | Standort                                    | Beschreibung | Metadaten |
| ----- | --------------- | -------------------------------------------------------------------------------------- | ------------------------------------------- | --- | --- |
| ja    | Datei hochladen | Kath. Pfarrkirche Mariae Himmelfahrt und Friedhof HERIS-ID: 52391 Objekt-ID: 59045     | bei Römerstraße 12 Standort KG: Mattighofen | Eine Kirche wurde 1379 urkundlich genannt. Vom ursprünglich einschiffigen gotischen Kirchenbau sind Teile am Chor und am Turm erhalten. Ab 1649 erfolgte schrittweise eine Barockisierung. Von 1774 bis 1779 erfolgte ein Neubau des Langhauses und eines Querschiffes mit dem Baumeister Franz Anton Kirchgrabner aus München. Die Gewölbefresken und die Einrichtung wurden 1953 restauriert. Der frühklassizistische Hochaltar zeigt ein Altarblatt von Franz Ignaz Oefele (1780) und trägt vom alten Hochaltar die bemerkenswerten Statuen Peter und Paul von Thomas Schwanthaler (1676). | BDA-Hist.: Q26293050 Status: § 2a Stand der BDA-Liste: 2025-06-30 Name: Kath. Pfarrkirche Mariae Himmelfahrt und Friedhof GstNr.: 1181/1, .4/1, 11/1, 2/2, 9/2, 2/3 Pfarrkirche Mattighofen |
| ja    | Datei hochladen | Pfarrhof (Propstei) mit Verbindungsgang HERIS-ID: 89830 Objekt-ID: 104490              | Römerstraße 12 Standort KG: Mattighofen     | Das ehemalige Kollegiatstift bzw. Propsteigebäude und heutige Pfarrhof wurde im Nordwesten der Pfarrkirche Mattighofen errichtet (1438). Die Propstei wurde von 1739 bis 1741 mit dem Hofbaumeister Johann Baptist Gunetzrhainer umgebaut. Der Kreuzgang zeigt Renaissance-Ornamente um 1550. | BDA-Hist.: Q1637389 Status: § 2a Stand der BDA-Liste: 2025-06-30 Name: Pfarrhof (Propstei) mit Verbindungsgang GstNr.: 1181/9, 11/2, 15/1 Pfarrhof Mattighofen                              |
| ja    | Datei hochladen | Sonderpädagogische Schule, ehem. Volksschule HERIS-ID: 89864 Objekt-ID: 104525         | Salzburgerstraße 6 Standort KG: Mattighofen | Mit dem Bau der ehemaligen Volksschule in der Salzburgerstraße wurde 1904 begonnen. Am 3. November 1906 fand die Einweihung statt. Spätere Anbauten, darunter ein 1955 eröffneter Festsaal, wurden im Zuge einer Sanierung im Jahr 2015 wieder abgerissen. | BDA-Hist.: Q37743267 Status: § 2a Stand der BDA-Liste: 2025-06-30 Name: Sonderpädagogische Schule, ehem. Volksschule GstNr.: 385/5                                                          |
| ja BW | Datei hochladen | Ehem. Villa Vogl, Landesmusikschule und Nebengebäude HERIS-ID: 89876 Objekt-ID: 104538 | Salzburgerstraße 8 Standort KG: Mattighofen | Die Villa Vogl wurde im Jahr 1905 im Auftrag des Lederfabrikanten Ludwig Vogl nach einem Entwurf des Architekten Max Pommer erbaut. Architektonisch ist sie dem Historismus zuzuordnen und lehnt sich stilistisch an die italienische Renaissance an. Die Villa ist von einem Park umgeben, dessen Baumbestand teilweise noch aus der Bauzeit stammt. Im westlichen Teil des Parks befindet sich ein Natursteindenkmal mit der Inschrift „Ludwig Vogl, 1874–1936“. Im Jahr 1985 wurde die Villa von der Gemeinde Mattighofen erworben und zu einer Musikschule umgebaut.                      | BDA-Hist.: Q37743425 Status: § 2a Stand der BDA-Liste: 2025-06-30 Name: Ehem. Villa Vogl, Landesmusikschule und Nebengebäude GstNr.: 380/1                                                  |
| ja    | Datei hochladen | Schloss Mattighofen HERIS-ID: 89831 Objekt-ID: 104491                                  | Stadtplatz 1 Standort KG: Mattighofen       | Das Schloss wurde 1799 im italienischen Stil neu errichtet. Dabei wurde die früher an diesem Ort vorhandene Burg, die auf einen 860 genannten Wirtschaftshof der Agilolfinger zurückging, entfernt. | BDA-Hist.: Q1028866 Status: Bescheid Stand der BDA-Liste: 2025-06-30 Name: Schloss Mattighofen GstNr.: .27, 135 Schloss Mattighofen                                                         |
| ja    | Datei hochladen | Bezirksgericht HERIS-ID: 89835 Objekt-ID: 104495                                       | Stadtplatz 13 Standort KG: Mattighofen      | Ehemalige Augustin-Hofstatt, um 1750 erste Apotheke, 1827 durch einen Brand zerstört, seit 1868 Sitz des Bezirksgerichts. | BDA-Hist.: Q37743172 Status: Bescheid Stand der BDA-Liste: 2025-06-30 Name: Bezirksgericht GstNr.: .33                                                                                      |
| ja    | Datei hochladen | Günzhoferhaus, Schnellbergerhaus HERIS-ID: 38284 Objekt-ID: 37802                      | Stadtplatz 15 Standort KG: Mattighofen      | Das Haus Stadtplatz 15 stammt im Kern aus dem 16./17. Jahrhundert. Es verfügt unter anderem über einen Arkadenhof im Stil der Renaissance und ein markantes Mansarddach aus der Übergangszeit zwischen Spätbarock und Biedermeier. | BDA-Hist.: Q37980337 Status: Bescheid Stand der BDA-Liste: 2025-06-30 Name: Günzhoferhaus, Schnellbergerhaus GstNr.: .46                                                                    |
| ja    | Datei hochladen | Bürgerhaus, Hofwirt HERIS-ID: 38285 Objekt-ID: 37803                                   | Stadtplatz 18 Standort KG: Mattighofen      | Die Untergeschoße des Gasthofs stammen aus dem 16. Jahrhundert, der Aufbau und der Giebel aus dem 18. Jahrhundert. | BDA-Hist.: Q37980350 Status: Bescheid Stand der BDA-Liste: 2025-06-30 Name: Bürgerhaus, Hofwirt GstNr.: .21                                                                                 |
| ja    | Datei hochladen | Wieningerhaus bzw. Schöningerhaus HERIS-ID: 38286 Objekt-ID: 37804                     | Stadtplatz 37 Standort KG: Mattighofen      | | BDA-Hist.: Q37980363 Status: Bescheid Stand der BDA-Liste: 2025-06-30 Name: Wieningerhaus bzw. Schöningerhaus GstNr.: .56/1, .57/1                                                          |
| ja    | Datei hochladen | Kriegerdenkmal HERIS-ID: 89833 Objekt-ID: 104493                                       | Standort KG: Mattighofen                    | Das Kriegerdenkmal „Der Gestürzte“ des Salzburger Künstlers Josef Magnus zeigt einen nackten Mann im Moment des Sturzes. Diese Darstellung symbolisiert das „Fallen“ von Soldaten im Krieg und betont, dass im Angesicht des Todes die Uniform keine Rolle mehr spielt. In den Sockel sind die Namen von Gefallenen der beiden Weltkriege eingraviert. | BDA-Hist.: Q37743149 Status: § 2a Stand der BDA-Liste: 2025-06-30 Name: Kriegerdenkmal GstNr.: 3/2 Kriegerdenkmal Mattighofen                                                               |